# 克利西河畔维拉诺瓦
克利西河畔维拉诺瓦（義大利語：Villanuova sul Clisi），是意大利布雷西亚省的一个市镇。总面积9平方公里，人口5813人，人口密度645.9人/平方公里（2009年）。国家统计（ISTAT）代码为017201。

## 友好城市
- 法國特雷伯当